# جعفر المؤمن
جعفر المؤمن (12 نوفمبر 1942 -4 يناير 2014)، ممثل كويتي. أعلن الأعتزال عام 1978.
خريج معهد الدراسات المسرحية، وأحد مؤسسي فرقة المسرح العربي في 20 أكتوبر 1961، وكان معه من المؤسسين عبد الحسين عبد الرضا، سعد الفرج، خالد النفيسي، عبد الرحمن الضويحي، عبد الوهاب سلطان، غانم الصالح، دحسن يعقوب العلي، عدنان حسين، وشارك في عضوية العديد من مجالس الإدارات مشرفا فنيا وماليا ورئيسا للعلاقات العامة.

## مسيرته الفنية
المؤمن عاصر مراحل الفرقة الثلاث، الأولى: من 1962 إلى 1964 مع المخرج زكي طليمات، والثانية من 1965 إلى 1974 مع المخرج حسين الصالحالدوسري، والثالثة منذ 1976 مع المخرج فؤاد الشطي، وبعدها بعامين أعلن المؤمن اعتزاله الفن.
في عام 1960 أثناء زيارة الرائد المسرحي الكبير زكي طليمات إلى مدرسة الصديق المتوسطة لمشاهدة مسرحية «سر الحاكم بأمر الله»، الفائزة بالمركز الأول في مسابقة وزارة التربية، وقع اختياره على جعفر المؤمن وصديقه الفنان علي البريكي للمشاركة مع الفرقة التي يجري تأسيسها المسرح العربي.
وشارك المؤمن ممثلا في باكورة أعمال المسرح العربي صقر قريش التي عرضت على مسرح ثانوية الشويخ من 18 مارس إلى 4 أبريل 1962، إذ جسد دور «المرواني»، تأليف محمد تيمور وإخراج طليمات، وتمثيل: عبد الحسين عبد الرضا، مريم الصالح، مريم الغضبان، سعد الفرج، غانم الصالح، خالد النفيسي، علي البريكي.
وقام بدور «عبد الله بن وهب» في «ابن جلا»، تأليف محمود تيمور، وإخراج زكي طليمات، وعرضت على ثانوية الشويخ 21 ديسمبر 1962، ومعه: سعد الفرج، غانم الصالح، مريم الصالح، عباس عبد الرضا، عبد الحسين عبد الرضا، محمد جابر.
ودور «برسباي» في «المنقذة»، تأليف تيمور وإخراج طليمات، وعرضت على مسرح الشامية 25 فبراير 1963، و»مضحك الخليفة» بدور «القاضي ابن أبي دلامة»، وعرضت في 20 نوفمبر 1963 على خشبة مسرح كيفان، تأليف علي أحمد باكثير، وإخراج طليمات، ومعه: غانم الصالح، مريم الصالح، جعفر المؤمن.
وفي أول اتجاه للفرقة إلى تقديم عمل كويتي باللهجة المحلية، شارك بدور «المندوب هاشم» في أغنم زمانك، تأليف عبد الحسين عبد الرضا، وإخراج طليمات، وعرضت في 14 يوليو 1965، على مسرح كيفان.
أما المرحلة الثانية للفرقة مع المخرج حسين الصالحالدوسري فبدأت من خلال مطلوب زوج حالا بدور «الزوج فوزي»، من إعداد عبد الحسين عبد الرضا وإخراج الدوسري، وعرضت على مسرح كيفان من 15 ديسمبر 1971 إلى 6 يناير 1972، كما شارك في المرحلة الثالثة للمسرح العربي مع المخرج فؤاد الشطي في مسرحية سلطان للبيع بدور «السلطان»، وعرضت في 13 يناير 1976 مدة 18 يوماً على كيفان.
مثل أدوار عديدة في فترة الستينيات والسبعينيات من القرن العشرين.